# Serra d'Alvelos
La Serra d'Alvelos és una elevació de Portugal continental, amb 1084 metres d'altitud màxima. També és coneguda com a serra del Cabeço de la Reina. S'estén pels municipis d'Oleiros, Sertã i Proença-la-Nova a l'oest de la regió i antiga província de Beira Baixa. Pertany al sistema Central Ibèric.